# Kinesisk folkreligion

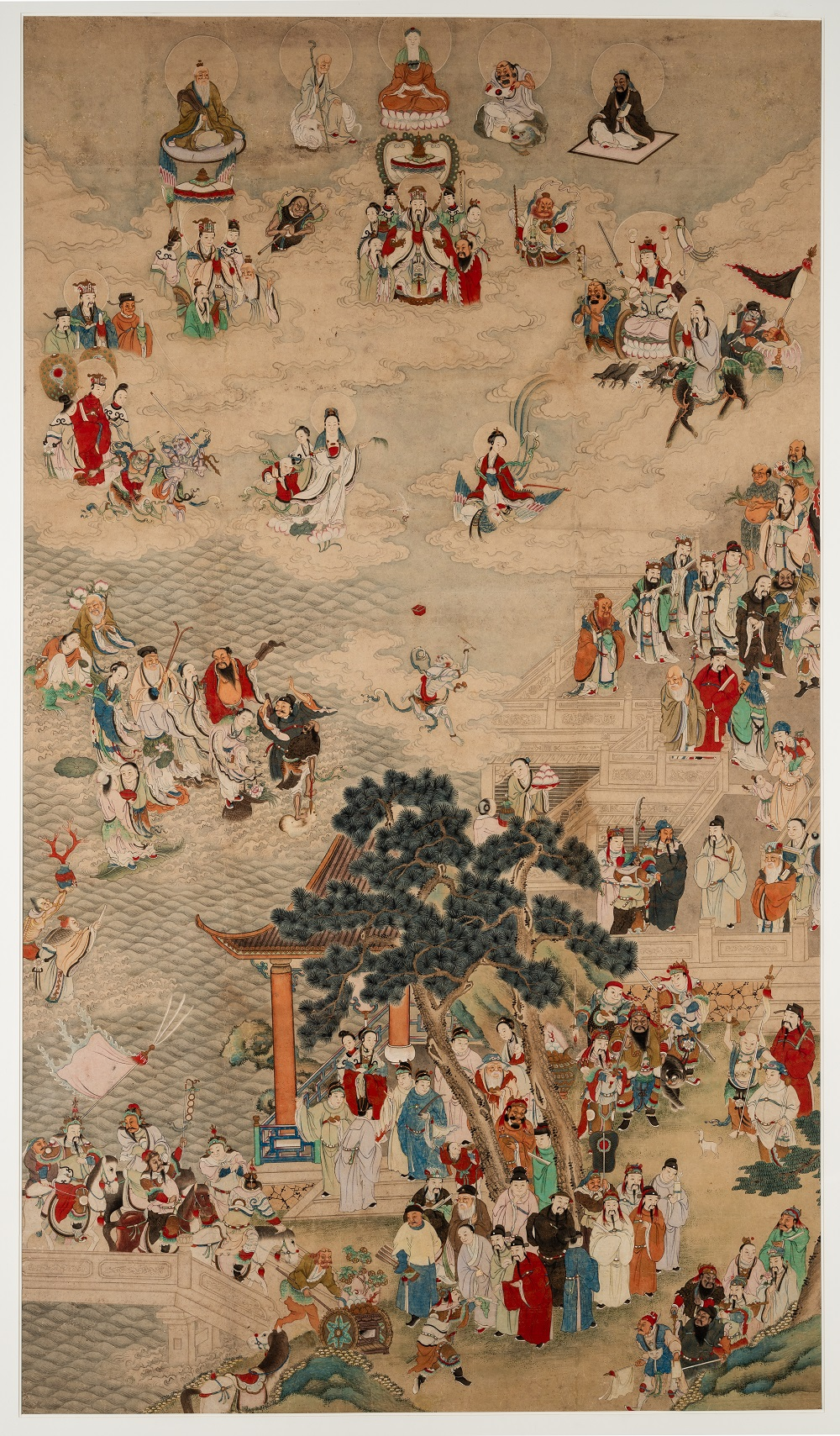
众神图hunan

Kinesisk folkreligion (kinesiska: 中国 民间 信仰 (förenklad stavning) eller 中國 民間 信仰 (traditionell stavning), zhōng-guó mín-jiān xìn-yǎng), även kallad shenism eller shénism (神教, shén-jiào), avser den icke-institutionaliserade samling riter och föreställningar som utövats och fortfarande utövas i större delen av Kina. 
Ursprunget ligger i Kinas ursprungliga polyteistiska religion före buddhism, konfucianism och daoism, som i själva verket bestod av en mängd lokala traditionella mytologiska föreställningar runt lokala gudar och förfäder. Dessa formade så småningom en löst sammansatt Kinesisk mytologi, som under Songdynastin (960–1279) hade smält samman med buddhism, konfucianism och daoism och format det synkretiska kinesiska religiösa trossystem som blev dess slutliga form fram till modern tid.
Efter Qingdynastins fall 1911 fördömdes folkreligion som gammalmodig vidskepelse i strid med ett modernt samhälle, och kommunismen fortsatte en avvisade hållning efter 1949. I slutet av 1900-talet kom dock en mer uppskattande hållning. 
Den har ingen etablerad ortodoxi och varierar också från ort till ort, men inkluderar som regel gudar, begrepp, föreställningar och ritualer med anknytning till buddhism, konfucianism, daoism och förfädersdyrkan, likväl som animistiska och schamanistiska inslag.